# Jack Crawford
John Herbert (Jack) Crawford (Urangeline, 22 maart 1908 - Sydney, 10 september 1991) was een tennisspeler uit Australië. 
In 1979 werd hij opgenomen in de internationale Tennis Hall of Fame.
Crawford won in 1933 de eerste drie grandslamtoernooien, bij het vierde toernooi, de Amerikaanse kampioenschappen haalde hij de finale. Deze finale verloor hij van de Brit Fred Perry. 
In totaal won hij zeventien grandslamtoernooien, 6 maal,in het enkelspel, zesmaal in het dubbelspel en 5 gemengddubbelspel titels.

## Resultaten grandslamtoernooien
| Legenda | Legenda                          |
| ------- | -------------------------------- |
| g.t.    | geen toernooi gehouden           |
| l.c.    | lagere categorie                 |
| –       | niet deelgenomen                 |
| G       | uitgeschakeld in de groepsfase   |
| 1R      | uitgeschakeld in de eerste ronde |
| 2R      | uitgeschakeld in de tweede ronde |
| 3R      | uitgeschakeld in de derde ronde  |
| 4R      | uitgeschakeld in de vierde ronde |
| KF      | uitgeschakeld in de kwartfinale  |
| HF      | uitgeschakeld in de halve finale |
| F       | de finale verloren               |
| W       | het toernooi gewonnen            |
| w-v     | winst/verlies-balans             |

### Enkelspel
| Toernooi        | 1926 | 1927 | 1928 | 1929 | 1930 | 1931 | 1932 | 1933 | 1934 | 1935 | 1936 | 1937 | 1938 | 1939 | 1940 |    | 1946 | 1947 | 1948 | 1949 | 1950 | 1951 |
| --------------- | ---- | ---- | ---- | ---- | ---- | ---- | ---- | ---- | ---- | ---- | ---- | ---- | ---- | ---- | ---- | -- | ---- | ---- | ---- | ---- | ---- | ---- |
| Australian Open | 1R   | KF   | HF   | KF   | HF   | W    | W    | W    | F    | W    | F    | HF   | 3R   | HF   | F    | 3R | 1R   | 3R   | 3R   | 2R   | 1R   |      |
| Roland Garros   | –    | –    | KF   | –    | 2R   | –    | –    | W    | F    | HF   | –    | –    | –    | –    | –    | –  | 3R   | –    | –    | –    | –    |      |
| Wimbledon       | –    | –    | 4R   | –    | 3R   | –    | –    | W    | F    | HF   | KF   | KF   | –    | –    | –    | –  | 1R   | –    | –    | –    | –    |      |
| US Open         | –    | –    | KF   | –    | –    | –    | –    | F    | –    | –    | –    | –    | –    | 3R   | –    | –  | 3R   | –    | –    | –    | –    |      |

### Dubbelspel
| Toernooi        | 1926 | 1927 | 1928 | 1929 | 1930 | 1931 | 1932 | 1933 | 1934 | 1935 | 1936 | 1937 | 1938 | 1939 | 1940 |   | 1946 | 1947 | 1948 | 1949 | 1950 | 1951 |
| --------------- | ---- | ---- | ---- | ---- | ---- | ---- | ---- | ---- | ---- | ---- | ---- | ---- | ---- | ---- | ---- | - | ---- | ---- | ---- | ---- | ---- | ---- |
| Australian Open | 2R   | HF   | KF   | W    | W    | F    | W    | F    | HF   | W    | F    | HF   | HF   | HF   | F    | ? | ?    | ?    | ?    | ?    | ?    |      |
| Roland Garros   | –    | –    | ?    | –    | ?    | –    | –    | ?    | W    | F    | –    | –    | –    | –    | –    | – | ?    | –    | –    | –    | –    |      |
| Wimbledon       | –    | –    | 2R   | –    | 3R   | –    | 3R   | KF   | 2R   | W    | 3R   | 1R   | –    | –    | –    | – | 1R   | –    | –    | –    | –    |      |
| US Open         | –    | –    | ?    | –    | –    | –    | –    | ?    | –    | –    | –    | –    | –    | F    | –    | – | ?    | –    | –    | –    | –    |      |

### Gemengddubbelspel
| Toernooi        | 1926 | 1927 | 1928 | 1929 | 1930 | 1931 | 1932 | 1933 | 1934 | 1935 | 1936 | 1937 | 1938 | 1939 | 1940 |   | 1946 | 1947 | 1948 | 1949 | 1950 | 1951 |
| --------------- | ---- | ---- | ---- | ---- | ---- | ---- | ---- | ---- | ---- | ---- | ---- | ---- | ---- | ---- | ---- | - | ---- | ---- | ---- | ---- | ---- | ---- |
| Australian Open | KF   | HF   | –    | F    | F    | W    | W    | W    | –    | –    | –    | –    | HF   | –    | –    | – | –    | –    | –    | –    | –    |      |
| Roland Garros   | –    | –    | ?    | –    | KF   | –    | –    | W    | –    | –    | –    | –    | –    | –    | –    | – | 2R   | –    | –    | –    | –    |      |
| Wimbledon       | –    | –    | F    | –    | W    | –    | KF   | –    | –    | –    | –    | –    | –    | –    | –    | – | 2R   | –    | –    | –    | –    |      |
| US Open         | –    | –    | ?    | –    | –    | –    | –    | ?    | –    | –    | –    | –    | –    | ?    | –    | – | 1R   | –    | –    | –    | –    |      |